# Abraham Zacharias Pettersson
Abraham Zacharias Pettersson, född den 17 november 1792 i Karlshamns församling, Blekinge län, död den 16 augusti 1857 på Drottningholms slott (folkbokförd i Sankt Nikolai församling, Stockholm), var en svensk homilet. Han var sonson till Abraham Pettersson.

## Biografi
Student vid Lunds universitet 1808 blev Pettersson filosofie magister där 1811 och ingick fyra år därefter i det prästerliga ståndet. Förordnad till domkyrkoadjunkt och docent i teologiska fakulteten 1817, innehade han den förra av dessa befattningar till 1820 och den senare till 1826, då han befordrades till kyrkoherde i Landskrona pastorat och kontraktsprost i Rönnebergs härad.
Som riksdagsman vid den långa riksdagen 1828–1830, gjorde han sig så fördelaktigt känd av huvudstadens invånare, att han det sistnämnda året kallades till kyrkoherde i Jakobs och Johannes församlingar och 1831 erhöll teologie doktorsvärdigheten. År 1834 insattes han som fullmäktig i riksgäldskontoret.
Vid riksdagen 1834–1835 invaldes han av Stockholms prästerskap till ledamot av prästeståndet och insattes som bankofullmäktig, i vilken befattning han genom nya val oavbrutet bibehölls till sin död. Efter C.P. Hagbergs död 1843 utnämnd till pastor primarius i Stockholm, verkade han i detta kall under hela sin återstående livstid. Han var preses i Samfundet Pro Fide et Christianismo 1842–1857.
Som andlig talare var Pettersson av sin tid högt uppburen, och utom ärkebiskop Johan Olof Wallin torde ingen präst i huvudstaden ha varit så anlitad för likpredikningar och minnestal som han. Av sådana utgav han också många av trycket, alla vittnande om en utomordentlig lätthet att författa och att återge den bortgångnes bild.